# Мунетси, Маршалл
Маршалл Няша Мунетси (англ. Marshall Nyasha Munetsi; род. 22 июня 1996, Булавайо) — зимбабвийский футболист, полузащитник клуба «Вулверхэмптон Уондерерс» и сборной Зимбабве.

## Клубная карьера

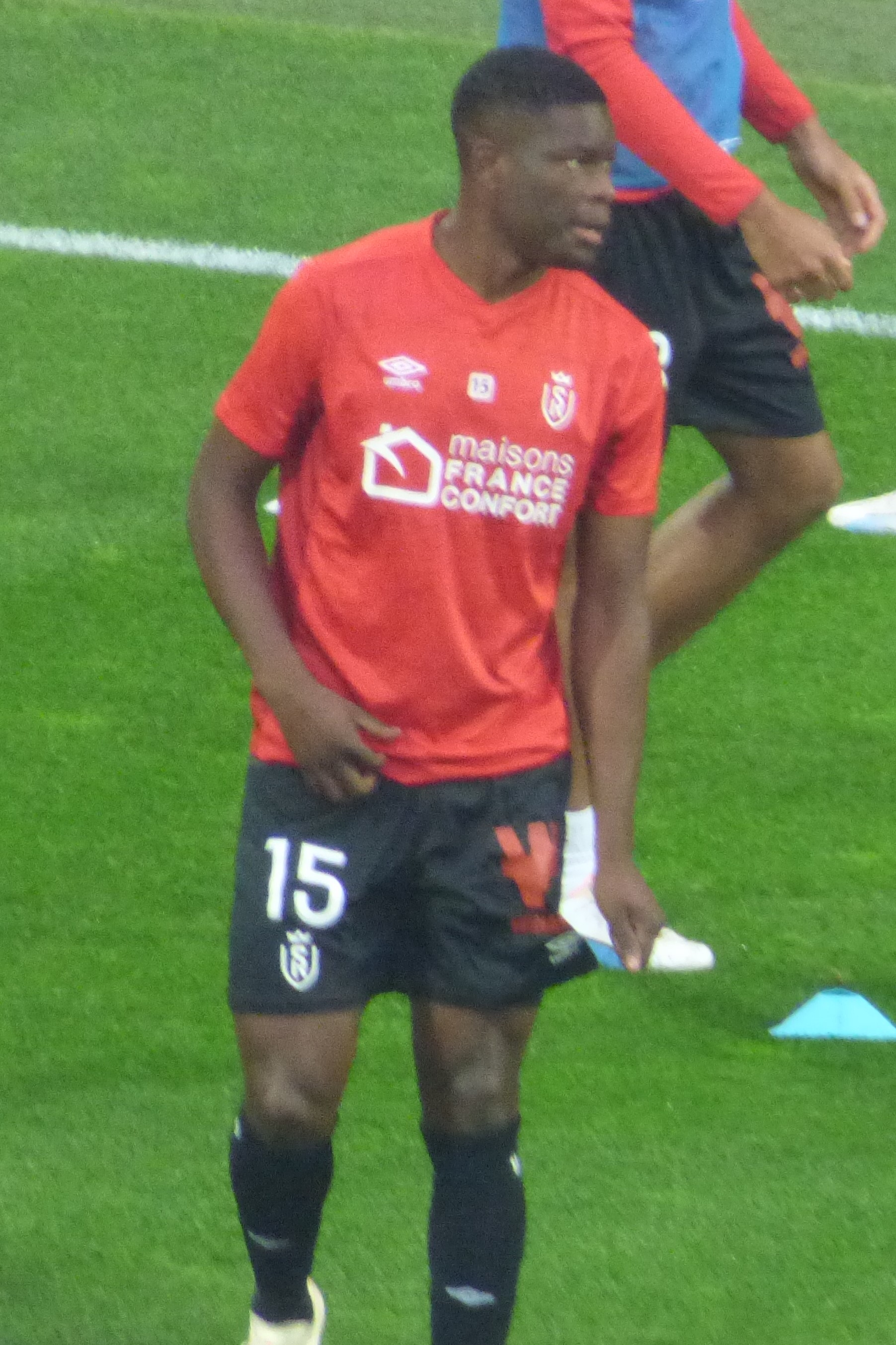
Мунетси в составе «Реймса»

Мунетси — воспитанник клуба «Блю Рейнджерс». В 2015 году игрок подписал контракт с южноафриканским «Убунту Кейптаун» из Первого дивизиона ЮАР. В 2016 года Мунетси перешёл в «Барока». 13 сентября в матче против «Хайлендс Парк» он дебютировал в чемпионате ЮАР. В этом же поединке Маршалл забил свой первый гол за «Бароку». Летом 2017 года Мунетси подписал контракт с «Орландо Пайретс». 6 января 2018 года в матче против своего бывшего клуба «Барока» он дебютировал за новую команду.
В 2019 году Мунетси перешёл во французский «Реймс», подписав контракт на четыре года. 1 сентября в матче против «Лилля» он дебютировал в Лиге 1. 23 декабря 2020 года в поединке против «Бордо» Маршалл забил свой первый гол за «Реймс».

## Карьера в сборной
21 марта 2018 года в товарищеском матче против сборной Замбии Мунетси дебютировал за сборную Зимбабве. В 2019 году в составе сборной Маршалл принял участие в Кубке Африки в Египте. На турнире он сыграл в матчах против команд Египта, Уганды и Республики Конго.
10 сентября в отборочном матче чемпионата мира 2022 года против сборной Сомали Мунетси забил свой первый гол за национальную команду.

### Голы за сборную Зимбабве
| №  | Дата             | Место                                  | Соперник | Счёт | Результат | Турнир                           |
| -- | ---------------- | -------------------------------------- | -------- | ---- | --------- | -------------------------------- |
| 1. | 10 сентября 2019 | Национальный стадион, Хараре, Зимбабве | Сомали   | 1:0  | 3:1       | Чемпионат мира 2022 квалификация |